# Cardig Air
Cardig Air ist eine indonesische Frachtfluggesellschaft mit Sitz in Jakarta und Basis auf dem Flughafen Soekarno-Hatta.

## Geschichte
Cardig Air wurde 2004 als Tochtergesellschaft von Cardig International gegründet. 2008 stiegen Investoren um den heutigen CEO Boyke Soebroto ein und strukturierten die Gesellschaft um. So wurden die bisherigen Boeing 737-200C durch -300 ersetzt.

## Flugziele
Cardig Air bedient von Jakarta aus Singapur, Denpasar, Wamena und Jayapura.

## Flotte
Mit Stand Juli 2023 besteht die Flotte der Cardig Air aus einem Frachtflugzeug mit einem Alter von 38,2 Jahren:
| Flugzeugtyp          | Luftfahrzeugkennzeichen | Kapazität in kg | Bemerkung |
| Boeing 737-301(BDSF) | PK-DJK                  |                 | inaktiv   |